# Kirana Hills
Kirana Hills es una pequeña y extensa cadena montañosa rocosa ubicada en Sargodha, Pakistán. También es un lugar de atracción turística de la ciudad de Sargodha, y es localmente conocido como "Montañas Negras"  debido a su paisaje pardusco, su pico más alto mide aproximadamente 298.7 metros.
Conocido por sus condiciones climáticas extremas, su temperatura máxima alcanza los 50 grados Celsius en el verano, mientras que la temperatura mínima registrada es tan baja como el punto de congelación en el invierno. Debido a su paisaje rocoso y minerales, el Servicio Geológico de Pakistán realizó un estudio volcánico y geofísico. Sus alrededores están fuertemente infestados de jabalíes.